# Baron Lilford

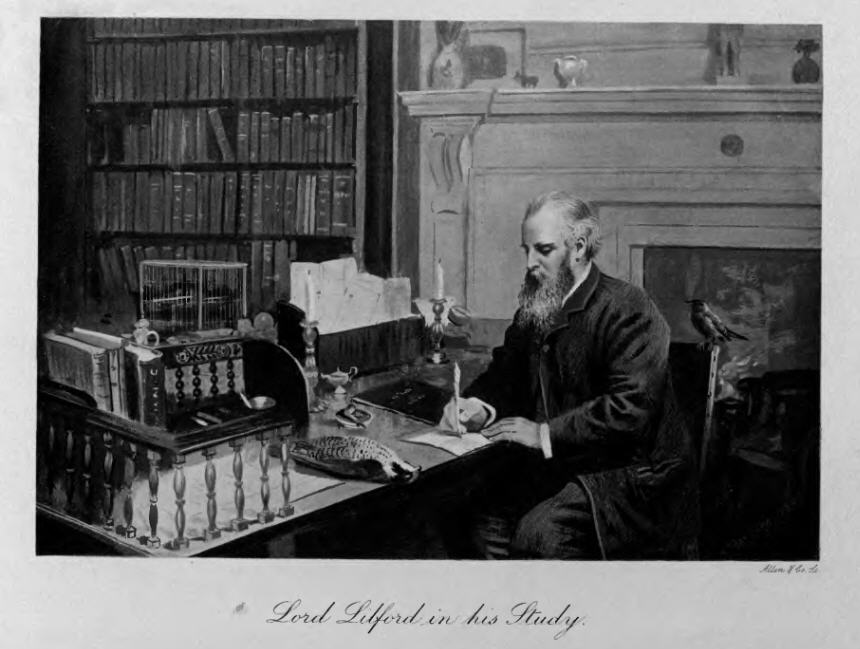
Thomas Powys, 4. Baron Lilford

Baron Lilford, of Lilford in the County of Northampton, ist ein erblicher britischer Adelstitel in der Peerage of Great Britain.

## Verleihung
Der Titel wurde am 26. Oktober 1797 für Thomas Powys geschaffen. Dieser hatte 23 Jahre den Wahlbezirk Northampton im Unterhaus repräsentiert.
Heutiger Titelinhaber ist dessen Nachfahre Mark Powys als 8. Baron.

## Liste der Barone Lilford (1797)
- Thomas Powys, 1. Baron Lilford (1743–1800)
- Thomas Powys, 2. Baron Lilford (1775–1825)
- Thomas Atherton Powys, 3. Baron Lilford (1801–1861)
- Thomas Lyttleton Powys, 4. Baron Lilford (1833–1896)
- John Powys, 5. Baron Lilford (1863–1945)
- Stephen Powys, 6. Baron Lilford (1869–1949)
- George Vernon Powys, 7. Baron Lilford (1931–2005)
- Mark Vernon Powys, 8. Baron Lilford (* 1975)

Titelerbe (Heir Presumptive) ist, da der aktuelle Titelinhabers bislang kinderlos ist, dessen Onkel dritten Grades Robert Powys (* 1930).